# IC 4215
IC 4215 је спирална галаксија у сазвјежђу Береникина коса која се налази на листи објеката дубоког неба у Индекс каталогу.
Деклинација објекта је + 25° 24' 17" а ректасцензија 13h 16m 16,6s. Привидна величина (магнитуда) објекта IC 4215 износи 14,2 а фотографска магнитуда 15,0. IC 4215 је још познат и под ознакама UGC 8336, MCG 4-31-17, CGCG 130-24, IRAS 13138+2540, DFOT 441, PGC 46186.